# Simpsonaias ambigua
Simpsonaias ambigua är en musselart som först beskrevs av Thomas Say 1825.  Simpsonaias ambigua ingår i släktet Simpsonaias och familjen målarmusslor. Inga underarter finns listade i Catalogue of Life.